# Eva Njenga
Eva Wangechi Mubia Njenga, là một bác sĩ tư vấn và bác sĩ nội tiết người Kenya, là Chủ tịch của Hội đồng bác sĩ và bác sĩ nha khoa Kenya, cơ quan chuyên môn điều chỉnh các bác sĩ và nha sĩ hành nghề trong nước. Bà được bổ nhiệm vào vị trí đó vào ngày 10 tháng 4 năm 2019, là phụ nữ đầu tiên trong lịch sử Kenya, phục vụ trong vai trò đó.

## Gia cảnh và giáo dục
Njenga có bằng Cử nhân Y khoa và Cử nhân Phẫu thuật và bằng Thạc sĩ Y khoa Nội khoa, cả hai đều từ Đại học Nairobi. Bà cũng có Chứng chỉ Nhân học Y khoa và Chứng chỉ Y học Xã hội, cả hai đều được trao bởi Đại học Harvard ở Hoa Kỳ. Ngoài ra, bà còn có một khóa học sau đại học nâng cao về Nội tiết học, lấy từ Trường Y Đại học Newcastle, Vương quốc Anh.

## Sự nghiệp
Bác sĩ Njenga trước đây đã làm việc tại Bệnh viện Quốc gia Kenyatta, bệnh viện giới thiệu bàng cộng lớn nhất ở Kenya. Bà cũng đã làm việc tại Bệnh viện Quận Nakuru và tại Trung tâm Tiểu đường Joslin ở Boston, Massachusetts, Hoa Kỳ. bà hiện đang duy trì một tư vấn y tế tư vấn nội tiết tư nhân trong khu thương mại trung tâm của Nairobi, thủ đô của Kenya.
Ở vị trí mới, bà thay thế Giáo sư George Magoha, người được bổ nhiệm làm Bộ trưởng Giáo dục Nội các trong nội các của Kenya.

## Những ý kiến khác
bà là thành viên của một số cơ quan chuyên môn và hiệp hội, bao gồm Hiệp hội Tiểu đường Hoa Kỳ, Kenya, Hiệp hội Y khoa Kenya và Hiệp hội Bác sĩ Kenya. Bà phục vụ trong ban điều hành của Hiệp hội Tiểu đường Kenya và là Chủ tịch của Nhóm Nghiên cứu Bệnh tiểu đường Kenya và là cựu Phó Chủ tịch Hiệp hội Phụ nữ Y khoa Kenya. Bà cũng đã phục vụ và Chủ tịch của Trung tâm Thông tin & Quản lý Bệnh tiểu đường và là cựu thành viên của Hội đồng Dược phẩm và Thuốc độc của Kenya.